# Région de développement Nord-Ouest
Le Nord-Ouest (en roumain : Nord-Vest) est une région de développement de Roumanie créée en 1998, sous-partie de la macro-région 1. Comme les sept autres régions, elle ne dispose pas d'institutions propres mais vise à coordonner sur son territoire des projets de développement régional à gérer des fonds délivrés par l'Union européenne. 

## Géographie
La région Nord-Ouest est formée de six județe : 
- Bihor
- Bistrița-Năsăud
- Cluj
- Maramureș
- Satu Mare
- Sălaj

## Institutions
Le siège du conseil régional et de l'agence régionale de la région Nord-Ouest est Cluj-Napoca.

## Quelques caractéristiques économiques
- Si la frontière hongroise y est perméable aux investissements hongrois, la frontière avec l’Ukraine n’est pas active du point de vue économique.
- Le centre de Baia Mare est en attente d’une reconversion technique de ses équipements.
- La dépression de Cluj est composite : Cluj est une grande ville universitaire riche en initiatives économiques et culturelles mais ses campagnes avoisinantes sont peu équipées et pauvres.
- Le taux de chômage de 4,1 % en 2006 en fait le plus bas des 8 régions roumaines[1].
- La région bénéficiera de plus en plus de l’axe de circulation Oradea-Cluj, un tronçon de la E 60 qui relie Vienne à Istanbul.